# River Alexander
Pour les articles homonymes, voir Alexander.
River Alexander, né le 29 novembre 1999 à Southwest Ranches (Floride), est un acteur américain.

## Biographie
Il est allé à l'Americain Heritage School (en) à Plantation, en Floride.

## Filmographie

### Cinéma
- 2013 : Cet été-là : Peter
- 2014 : Le Virtuose : Raffi
- 2016 : Teenage Cocktail : Nick Fenton
- 2017 : Please Stand By : Sam
- 2021 : This Is the Night de James DeMonaco : Dov

### Courts-métrages
- 2010 : Eggshell
- 2010 : Winslow Takes the Cake
- 2012 : East of Kensington
- 2013 : Unorthodox

### Télévision

#### Séries télévisées
- 2012 : 2 Broke Girls : Shmuley
- 2012 : Person of Interest : Carl Elias (Age 12)
- 2012 : The First Family : Sam Barrett
- 2013 : Mob City : Young Mickey Cohen
- 2013 : Sam & Cat : Dilben
- 2014 : Bonne chance Charlie : Paul
- 2014 : Rake : Louis Goodman
- 2015 : Hot in Cleveland : Lance
- 2015 : Married : Griffin

#### Téléfilms
- 2013 : The Gabriels : Josh Gabriel
- 2013 : Untitled Tad Quill Project : Sebastian Lewis

### Théâtre
- 2010 : Bloody Bloody Andrew Jackson  au Public Theater : Lyncoya
- 2010 : A Christmas Story: The Musical (en) au  5th Avenue Theatre (en) : Schwartz
- 2011 : Dani Girl au New World Stages (en) : Marty
- 2011 : Billy Elliot, the Musical au Broadway National Tour : Grand garçon

## Prix et nominations
| Année | Prix                | Travail    | Résultat |
| ----- | ------------------- | ---------- | -------- |
| 2014  | Young Artist Awards | Cet été-là |          |